# Slottsstadens församling
Slottsstadens församling var en församling i Malmö Södra kontrakt i Lunds stift. Församlingen låg i Malmö kommun i Skåne län och utgjorde ett eget pastorat. Församlingen uppgick 2014 i Malmö S:t Petri församling.

## Administrativ historik
Församlingen bildades 1949 av ett område som bröts ut från Malmö Sankt Petri församling och utgjorde därefter till 2014 eget pastorat. Församlingen uppgick 2014 i Malmö S:t Petri församling.

## Series pastorum
Lista över slottsstadens kyrkoherdar.
| Ämbetstid | Namn           | Levnadstid | Övrigt |
| --------- | -------------- | ---------- | ------ |
| 1949–1971 | Olle Nivenius  | 1914–2002  |        |
| 1971–1989 | Börje Engström | 1923–2022  |        |
| 1989–2006 | Stellan Eilert |            |        |
| 2006–2013 | Torkel Nilson  |            |        |

## Organister
| Ämbetstid | Namn            | Levnadstid | Övrigt |
| --------- | --------------- | ---------- | ------ |
| 1959–1968 | Henrik Jansson  | 1916–2000  | [ 4 ]  |
| 2000–     | Anders Johnsson | 1969–      |        |

## Kyrkor
- Mellanhedskapellet
- Sankt Andreas kyrka